# Krumbach, Vorarlberg
Krumbach  är en ort och kommun i distriktet Bregenz i förbundslandet Vorarlberg i Österrike.